# Charles Collignon
Charles Collignon (n. 7 septembrie 1877, Paris, Île-de-France, Franța – d. 19 iulie 1925, Paris, Franța) a fost un scrimer francez, medaliat olimpic. A participat la o ediție a Jocurilor Olimpice (1908) în care a câștigat o medalie de aur.

## Participări
Lista de mai jos prezintă principalele competiții la care a participat Charles Collignon de-a lungul carierei.
- fencing at the 1908 Summer Olympics – men's team épée[*]